# La Fille des Tartares
Pour plus de détails, voir Fiche technique et Distribution.
La Fille des Tartares (Ursus e la ragazza Tartara) est un film italo-français de Remigio Del Grosso (it) sorti en 1961.

## Synopsis
XVIIe siècle. Les Tartares effectuent une incursion en Pologne et s’emparent de Mikall, le fils d’Ursus. Les Tartares s'emparent également d'un détachement de hussards commandés par le prince Stéphane. Les captifs sont conduits en Crimée. C’est là que la fille du chef tartare Suleyman s’éprend du prince. Dans le village tartare, Mikall retrouve son père qui prépare son évasion. Suleyman offre la main de sa fille au prince polonais à condition qu’il renonce au christianisme. Indigné, le prince refuse et Suleyman le fait mettre aux fers…

## Fiche technique
- Titre original : Ursus e la ragazza Tartara
- Titre français : La Fille des tartares
- Réalisation : Remigio Del Grosso (it)
- Scénario : Remigio Del Grosso
- Adaptation française : Pierre Cholot  et Bruno Guillaume
- Distribution en France : Comptoir Français du Film
- Genre : Action, aventure, drame et historique
- Pays de production :  Italie,  France
- Durée : 100 minutes
- Date de sortie :
  - Italie : 30 décembre 1961
  - France : 26 juin 1962

## Distribution
- Ettore Manni (VF : Gabriel Cattand) : Stéphane
- Joe Robinson (VF : Jean-Claude Michel) :  Ursus
- Yōko Tani (VF : elle-même) : Ila
- Akim Tamiroff (VF : Henri Nassiet) : le Grand Khan
- Grazia Maria Spina : Amia
- Roland Lesaffre (VF : lui-même) : Ivan
- Tom Felleghy (VF : Andre Valmy) : Suleyman
- Andrea Aureli : Ibrahim
- Gianni Solaro (VF : Fernand Fabre) : le voïvode
- Ivano Staccioli : le prince Ahmed
- Jacopo Tecchio (VF : Hubert Noel) : le prêtre
- Bruno Arie : un soldat polonais
- Adriano Vitale : Mika, un Polonais
- Anita Todesco : femme d'Ursus
- Veriano Genesi : Tartare
- Antonio Piretti : Mikall, le fils d'Ursus
- Mario Lodolini
- Pino Sciacqua : serviteur de Suleyman
- Roberto Messina (VF : Jean Violette) : prisonnier tartare
- Giancarlo Bastianoni : Polonais
- Angelo Casadei : Polonais
- Oscar Giustini : soldat polonais
- Emilio Messina : Tartare
- Nello Pazzafini : Tartare
- Sergio Ukmar : Tartare